# Fife
För andra betydelser, se Fife (olika betydelser).
Fife (skotsk gaeliska: Fìobha) är en kommun och ett ståthållarskap i östra delen av centrala Skottland. Centralort är Glenrothes. Fram till 1975 var Fife ett grevskap, och mellan 1975 och 1996 en region. Som region var den indelad i tre distrikt. I äldre dokument och kartor förekommer även namnet Fifeshire som ett namn på området. Dagens Fife anses geografiskt stämma överens med det piktiska kungadömet Fib, och brukar med anledning av det även kallas för the Kingdom of Fife, kungariket Fife.

## Geografi
Fife omfattar största delen av halvön mellan vikarna Tay och Forth. Kusterna är till största delen höga och klippiga och den östligaste punkten består av de brantaste klipporna Carr Rocks omgivna av Fife Ness. I väster inskjuter en gren av Ochill Hills, som av den fruktbara Edendalen, Howe of Fife, skiljs från de östligare Loinond Hills.
Till övriga delar är kommunen slät eller vågformig och på de flesta platser mycket bördig. De viktigaste vattendragen är Eden och Leven. Huvudorten i grevskapet var Cupar men de mest betydande städerna under grevskapets tid var Dunfermline och St Andrews.

## Orter
- Abercrombie, Aberdour, Anstruther, Auchterderran, Auchtermuchty
- Ballingry, Balmerino, Balmullo, Benarty, Buckhaven, Burntisland
- Cardenden, Carnbee, Ceres, Cluny, Crosshill, Cowdenbeath, Crail, Culross, Cupar
- Dairsie, Dalgety Bay, Donibristle, Dunfermline, Dysart
- Earlsferry, East Wemyss, Elie
- Falkland
- Gateside, Glenrothes, Guardbridge
- Hill End
- Inverkeithing
- Kelty, Kennoway, Kilconquhar, Kilmany, Kincardine, Kinghorn, Kinglassie,  Kirkcaldy
- Leslie, Leuchars, Leven, Lochgelly, Lower Largo, Lundin Links
- Methil
- Newburgh, Newport-on-Tay, North Queensferry
- Oakley
- Pittencrief, Pittenweem
- Rosyth
- St. Andrews, St. Monans
- Tayport, Thornton
- Upper Largo
- West Wemyss, Woodhaven, Wormit

## Sport

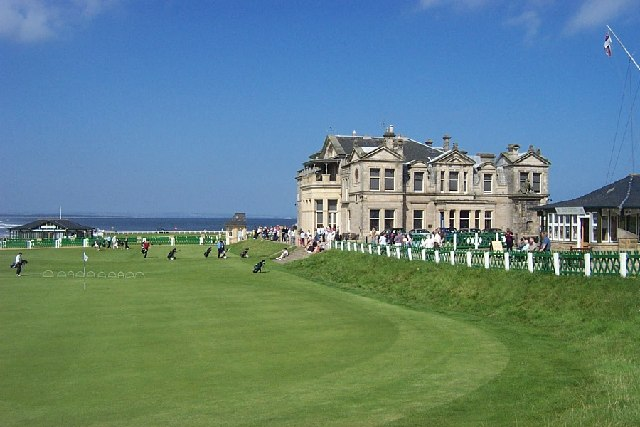
Artonde hålet på the Old Course och The Royal and Ancient Golf Clubs klubbhus.

St Andrews är känd som golfens hemstad och den plats där sporten uppfanns i sin moderna form. Omkring staden ligger golfbanorna St Andrews Links, inklusive the Old Course, en av världens äldsta golfbanor. Den lokala golfklubben, Royal and Ancient Golf Club of St Andrews, bestämmer fortfarande reglerna för sporten och är arrangör av The Open Championship, även känt som British Open. En tävling som i genomsnitt vart femte år arrangeras i Fife på The Old Course.
I Fife finns Storbritanniens äldsta ishockeylag, Fife Flyers, grundad 1938 med hemmaarena i Kirkcaldy. Sedan 2011 spelar laget i Elite Ice Hockey League, högsta serien i Storbritannien.
Det finns totalt nio rugbyklubbar i Fife, varav åtta rugby union, Dunfermline RFC, Fife Southern RFC i Rosyth, Glenrothes RFC, Howe of Fife RFC i Cupar, Kirkcaldy RFC, Madras RFC, Waid Academy RFC och University of St Andrews RFC. Fife Lions är den enda klubben som spelar rugby league.
Andra sporter som utövas i Fife är fotboll, området har fyra större fotbollslag, Cowdenbeath, Raith Rovers, Dunfermline Athletic och East Fife. Det finns även ett lag som spelar australisk fotboll, Kingdom Kangaroos, och en shintyklubb.

## Kända personer från Fife
- Robert Adam, arkitekt
- Stuart Adamson, musiker (Big Country, The Skids)
- Ian Anderson, musiker, ledare i Jethro Tull
- Iain Banks, författare
- Guy Berryman, basist i Coldplay
- Sir James Black, farmakolog och mottagare av 1988 års Nobelpris i fysiologi eller medicin.
- Gordon Brown, tidigare brittisk premiärminister, Chancellor of the Exchequer (finansminister) och parlamentsledamot för Kirkcaldy and Cowdenbeath
- Scott Brown, fotbollsspelare i skotska landslaget och Celtic FC
- Andrew Carnegie, affärsman och filantrop
- Jim Clark, racerförare, tvåfaldig världsmästare i Formel 1
- Shirley Henderson, skådespelerska
- Deborah Knox, olympisk guldmedaljör i curling
- Craig Levein, fotbollstränare, tidigare fotbollsspelare och förbundskapten för Skottlands herrlandslag i fotboll
- Wallace Lindsay, filolog, professor vid Saint Andrews universitet
- Val McDermid, författare
- Ian Rankin, författare
- Craig Russell, författare
- Dougray Scott, skådespelare
- Alexander Selkirk, sjöman och förebild till Robinson Crusoe
- Adam Smith, filosof och nationalekonom
- John McDouall Stuart (1815–1866), upptäcktsresande
- Michaela Tabb, snooker- och pooldomare
- William Tennant, skald och poet
- KT Tunstall, musiker
- Sir David Wilkie, konstnär
- Alexander Wilson (1714–1786), astronom, professor vid University of Glasgow
- James Wilson, jurist, medgrundare till USA samt undertecknare av USA:s självständighetsförklaring. En av de sex ursprungliga domarna som utsågs av George Washington till USA:s Högsta domstol
- James Yorkston, musiker